# NR Лисички
NR Лисички — красный сверхгигант и медленная неправильная переменная звезда в созвездии Лисички. Эффективная температура звезды составляет около 4000 К, радиус составляет 923 радиуса Солнца, а это означает, что если бы звезда была на месте Солнца, её поверхность вышла бы за пределы орбиты Марса. Следовательно, NR Лисички также является яркой звездой, светимость которой в 197 000 раз больше, чем у Солнца. Является вероятным членом звёздной ассоциации Лисичка OB1.